# Panzer V Ausf. B Panther II
El Panther II, cuya designación completa es Panzerkampfwagen V Ausf. B Panther II, fue un diseño de tanque alemán de la Segunda Guerra Mundial, basado en el Panzer V Panther. Presentaba un blindaje más grueso comparado con el Panther y algunos componentes estandarizados fueron adoptados del tanque pesado Tiger II. El Panther II nunca pasó la etapa de prototipo y nunca fue producido.

## Desarrollo y producción
La motivación para mejorar el diseño del Panther, vino de la preocupación de parte de Adolf Hitler y otros que creían que este carecía de un blindaje adecuado. Hitler ya había insistido con anterioridad en incrementar el blindaje durante las etapas tempranas de diseño del Panther en 1942. Se debatió el tema en enero de 1943 y se decidió que el tanque medio sí necesitaba más blindaje, a lo cual inicialmente llamaron Panther 2 y luego se pasó a llamar Panther II después de abril de 1943.
Este tanque hubiese tenido una tripulación de 5: conductor, comandante, artillero, cargador y operador de radio.
Después de que se decidió que no se seguiría adelante con el proyecto, los conceptos e ideas fueron utilizados en el diseño del E-50 Standardpanzer.

### Blindaje
Esta mejora del Panther aumentó el grosor del glacis a 100 mm, el blindaje lateral del chasis a 60 mm y el blindaje superior del chasis a 30 mm. Se estipulaba que la producción del Panther II comenzaría en septiembre de 1943.
La mayoría del diseño del Panther II fue tomado del diseño del Tiger I. El 10 de febrero de 1943, el Dr. Wiebecke, director en jefe de diseño de la fábrica MAN sugirió rediseñar personalmente el Panther II, incorporándole componentes del Tiger I tales como los engranajes de dirección, diferencial, el sistema de suspensión y la torreta, basándose en las experiencias del teatro del Frente Oriental. El peso total del tanque se hubiese incrementado hasta cerca de 50 toneladas. Otra reunión llevada a cabo el 17 de febrero de 1943 se enfocó en la estandarización de partes entre el Tiger II y el Panther II, tales como la transmisión, las ruedas de 80 cm de acero y el tren de rodaje.
Dibujos que datan de 1943 también muestran la adición de un puerto para ametralladora en la torreta, con un estrecho mantelete montado en el cañón. Se llevaron a cabo reuniones adicionales en febrero de 1943 donde se detallaron los componentes que serían montados, incluyendo una sugerencia de utilizar el cañón de 8,8 cm KwK 36 L/56 utilizado por el Tiger I, o el 8,8 cm KwK 43 L/71 utilizado por el Tiger II. Finalmente se decidió seguir utilizando el cañón original del Panther, el 7,5 cm KwK 42 L/70. En marzo de 1943, MAN indicó que el primer prototipo sería completado en agosto del mismo año.

### Torreta
El Panther II sería equipado con una nueva torreta, la torreta Schmalturm. Esta torreta presentaba un telémetro estereoscópico con lentes a cada lado de la torreta, localizados en bultos con forma esférica. El diseño de la torreta maximizaba la protección al minimizar su superficie frontal. 

### Motor
Cierto número de motores fueron considerados, entre ellos el nuevo Maybach HL 234 con inyección de gasolina (produciendo 900 hp, operado por una transmisión hidráulica de 8 velocidades) y el BMW 003, un turborreactor aeronáutico con un motopropulsor GT 01 turboeje el cual producía 1.150 hp y pesaría solo 450 kg sin la transmisión, es decir solo un 38% del peso del motor estándar del Panther, el Maybach HL 230 V-12 a gasolina. El nuevo motor Maybach le hubiese dado 200 hp más al Panther II, haciéndolo más rápido que su antecesor incluso a pesar de que el Panther II pesase más de 5 toneladas que el Panther.
Los planes de reemplazar el Panther con el Panther II ya estaban en marcha incluso antes de que el primer Panther hubiese sido probado en combate. Desde mayo a junio de 1943 se llevó a cabo una última reunión en MAN, donde se decidió que se detendría la producción del Panther II y que todo el trabajo se enfocaría en el Panther I. No hay claridad acerca de la existencia una cancelación oficial del proyecto – esto puede ser porque la idea de mejorar el Panther surgió sobre la base de las insistencias de Adolf Hitler.

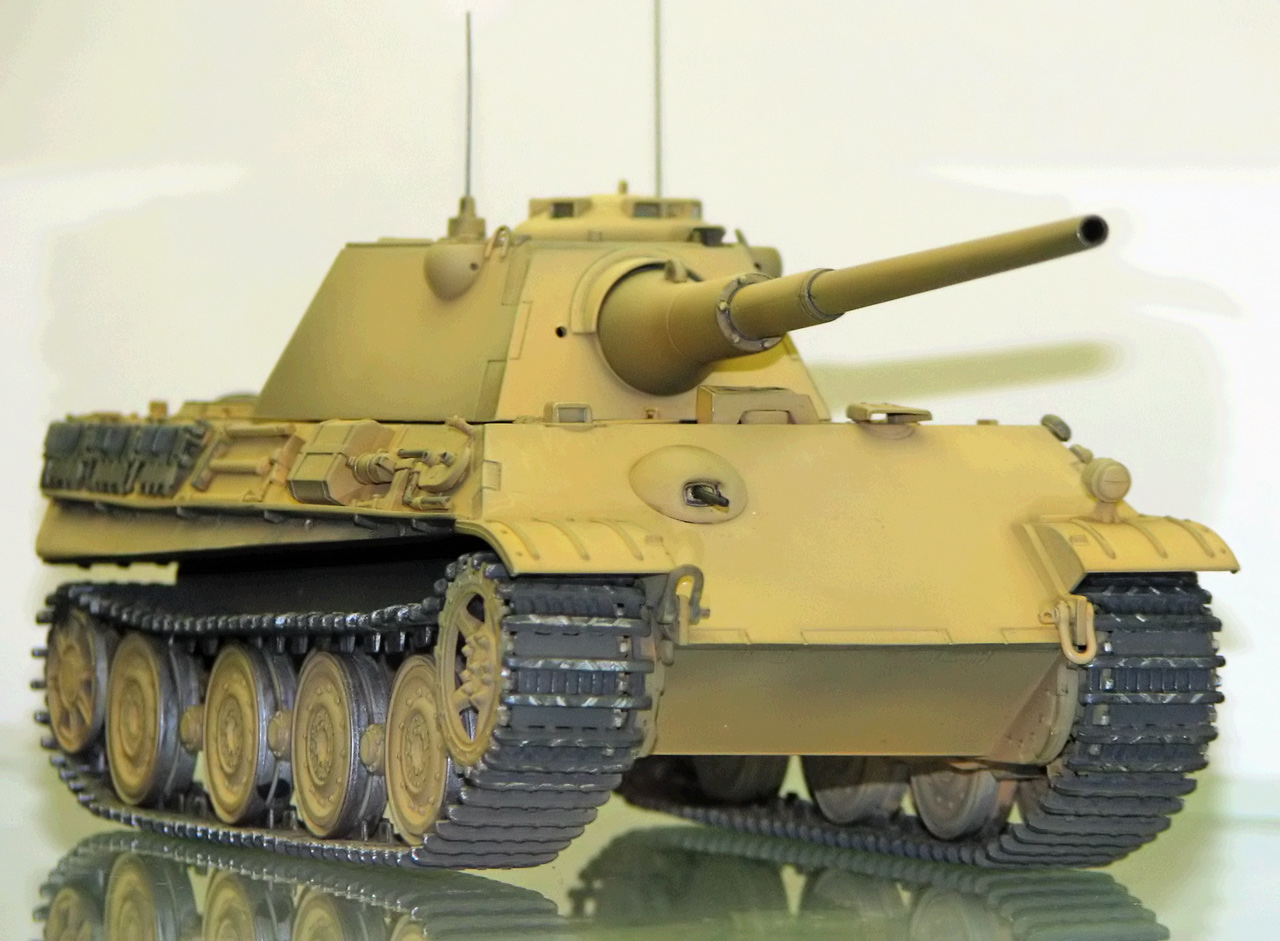
Modelo a escala de un Panther II (con las ruedas de 80 cm del Tiger II), con la torreta Schmalturm propuesta y con una mira estereoscópica en el bulto con forma esférica al costado de la torreta.

### Torretas de tanque en fortificaciones
Dos torretas de Panther II estaban destinadas a formar parte de las fortificaciones de Liubliana y Gorizia pero fueron dañadas durante su transporte en tren y nunca fueron instaladas.

## Vehículos supervivientes
Un chasis de prototipo fue completado y capturado por las fuerzas estadounidenses. Fue llevado a los campos de prueba de Aberdeen y luego fue trasladado al Patton Museum en Fort Knox.